# Технология получения цветов

## Высота и глубина окраски
Идеальной для органического красителя спектральной характеристике отвечает наличие в спектре поглощения в видимой области одиночной полосы поглощения, малой ширины и высокой интенсивности.
Под действием некоторых преобразований строения красителя, подбором растворителя или иных условий, такие полосы могут сдвигаться по шкале длин волн. Разнообразие факторов представляет предмет исследования, изучения и объяснения для теории цветности.
Смещение, при котором положение максимума полосы поглощения λmax сдвигается в сторону увеличения длин волн, называется батохромным сдвигом максимума полосы поглощения. Когда происходящее перемещение касается движения в области видимого спектра, о дополнительном цвете, обусловленном рассматриваемой полосой, говорят, что он углубляется. Таким образом в ряду от зеленовато-жёлтого дополнительного цвета через жёлтый, оранжевый и так далее к зелёному (по таблице сверху вниз) — происходит углубление цвета.
Обратный случай, при котором λmax смещается в область более коротких длин волн, соответствует гипсохромному сдвигу (полосы или максимума поглощения), и сопровождается так называемым повышением окраски (или дополнительного цвета, в таблице снизу вверх).

## Спектральные и дополнительные цвета в синтезе цветов
- В классическом аддитивном (RGB) синтезе цвeта смешиваются спектральные красный, зелёный и синий цвета́.

То есть отталкиваются от отсутствия света (вызываемое отсутствием ощущение — чёрный цвет). В одну точку затем направляются три луча, близких к монохроматичным (соответствующих длин волн спектральных цветов). Лучи смешиваются, вызывая ощущение того или иного цвета у человека. Варьированием интенсивности трёх лучей можно добиться возникновения ощущения любого цвета.
Необходимые лучи, носители спектральных цветов, можно получить, используя, к примеру, светофильтр. Также можно разложить свет от некоторого источника в спектр и выделить его интересующую часть. Другой пример — в цветных ЭЛТ-устройствах за счёт использования свойств подобранных веществ-люминофоров излучать подводимую пучком электронов энергию в виде света подходящей длины волны.
- В классическом субтрактивном CMYK синтезе смешиваются дополнительные цвета: голубой, пурпурный и жёлтый.

То есть начинают со сплошного потока всех длин волн (ощущение от сплошного потока — белый цвет). Из этого потока поглощают или иначе удаляют в той или иной степени излучение длин волн, соответствующих вышеперечисленным дополнительным цветам. Варьирование степени ослабления этих компонентов падающего света позволяет добиться того, что преобразованным излучением будет вызываться ощущение любого интересующего цвета.
Красители и окрашенные (то есть не белые и не бесцветные) предметы отличаются тем, что поглощают те или иные части спектра падающего на них излучения. Отражающийся от твёрдой поверхности свет частично поглощается и частично отражается. Проходящий через раствор свет частично пропускается и частично поглощается. Разница в энергии излучения рассеивается окрашенной субстанцией.
В промышленности и ремёслах используют подобранные вещества и их композиции, чтобы легко контролировать процесс: обеспечить поглощение с нужной эффективностью нужных областей спектра, получив тем самым требуемую окраску.